# Fluido corporal simulado
El fluido corporal simulado (SBF) o plasma humano sintético es una solución con fuerza iónica similar a la del plasma de la sangre humana que se mantiene en las mismas condiciones de pH y temperatura fisiológocas. Kokubo fue el primero en introducir el SBF, con el fin de evaluar los cambios y reacciones de este bioactivo, en una superficie de vitrocerámica.

## Aplicaciones

### En la modificación de la superficie de los implantes metálicos
Un material artificial para unirse al hueso vivo es de suma importancia para que se forme la capa de apatita en la superficie de un implante. El SBF puede ser utilizado como un método de ensayo in vitro para estudiar la formación de la capa de apatita en la superficie de los implantes; con el fin de predecir su bioactividad en el hueso vivo. El consumo de calcio y fosfato de los iones presentes en una solución de SBF, supone el crecimiento espontáneo de hueso como núcleo de apatita en la superficie de biomateriales “in vitro”. Por consiguiente, la formación de apatita en la superficie de los biomateriales empapados en PBS se considera como un exitoso desarrollo de nuevos materiales bioactivos.
La técnica para utilizar SBF en la modificación de la superficie de implantes metálicos implica generalmente un largo proceso., para la obtención de capas uniformes de apatita en los sustratos, que puede durar por lo menos 7 días; por lo que se hace necesaria una renovación diaria de la solución de SBF. Otra posibilidad, para reducir el tiempo de recubrimiento, es cambiando la concentración de iones de calcio y fosfato en la solución de SBF. El aumento de la concentración de iones de calcio y fosfato en dicha solución acelera el proceso de revestimiento y, al mismo tiempo, elimina la necesidad de proceder a la renovación periódica de la solución de SBF.

### Terapia génica
Ha sido realizado un estudio sobre la aplicación de PBS en la terapia génica. En este estudio, las nanopartículas de fosfato de calcio, para la entrada de ADN de plásmido (pDNA) en el núcleo de la célula, se sintetizaron a partir de una solución de PBS mezclada con pDNA. El estudio “in vitro” mostró una mayor eficacia en la inserción de genes de complejo de fosfato de calcio (ADN obtenido a partir de la solución de PBS) en comparación con los complejos preparados en agua pura (como control).